# Circuitry Man
Pour plus de détails, voir Fiche technique et Distribution.
Circuitry Man est un film américain, sorti en 1990. Le film connut une suite : Plughead Rewired: Circuitry Man II.

## Fiche technique
- Titre : Circuitry Man
- Réalisation : Steven Lovy
- Scénario : Steven Lovy et Robert Lovy
- Pays d'origine : États-Unis
- Genre : science-fiction post-apocalyptique
- Date de sortie : 1990

## Distribution
- Jim Metzler : Danner
- Dana Wheeler-Nicholson : Lori
- Lu Leonard : Juice
- Vernon Wells : Plughead
- Barbara Alyn Woods : Yoyo
- Dennis Christopher : Leech
- Garry Goodrow : Jugs
- Amy Hill : Barman
- Karen Maruyama : Bandit
- Jerry Tondo : Fatch
- Paul Willson : Beany